# Schizanthus hookeri
Schizanthus hookeri là loài thực vật có hoa trong họ Cà. Loài này được Gillies ex Graham miêu tả khoa học đầu tiên năm 1830.